# Tatsuhiko Seta
Tatsuhiko Seta (瀬田 龍彦 Seta Tatsuhiko?,  nacido el 15 de enero de 1952 en Iwate) es un exfutbolista japonés que se desempeñaba como guardameta.
Seta jugó 25 veces para la Selección de Japón entre 1973 y 1980. Seta fue elegido para integrar la selección nacional de Japón para los Juegos Asiáticos de 1974.

## Trayectoria

### Clubes
| Club    | País  | Año         |
| ------- | ----- | ----------- |
| Hitachi | Japón | 1970 - 1980 |
| Hitachi | Japón | 1982 - 1986 |

### Selección nacional
| Selección | País  | Año         |
| --------- | ----- | ----------- |
| Absoluta  | Japón | 1973 - 1980 |

## Estadística de equipo nacional
| Selección de Japón | Selección de Japón | Selección de Japón |
| Año                | Part.              | Goles              |
| ------------------ | ------------------ | ------------------ |
| 1973               | 2                  | 0                  |
| 1974               | 3                  | 0                  |
| 1975               | 5                  | 0                  |
| 1976               | 14                 | 0                  |
| 1977               | 0                  | 0                  |
| 1978               | 0                  | 0                  |
| 1979               | 0                  | 0                  |
| 1980               | 1                  | 0                  |
| Total              | 25                 | 0                  |

## Palmarés

### Títulos nacionales
| Título                   | Club    | País  | Año  |
| ------------------------ | ------- | ----- | ---- |
| Japan Soccer League      | Hitachi | Japón | 1972 |
| Copa del Emperador       | Hitachi | Japón | 1972 |
| Copa del Emperador       | Hitachi | Japón | 1975 |
| Copa Japan Soccer League | Hitachi | Japón | 1976 |

### Distinciones individuales
| Distinción                  | Año  |
| --------------------------- | ---- |
| Japan Soccer League Best XI | 1972 |
| Japan Soccer League Best XI | 1976 |